# فيكتور ألبا
فيكتور ألبا (بالإسبانية: Víctor Alba)‏ هو صحفي ومؤرخ وكاتب وسياسي إسباني، ولد في 1916 ببرشلونة في إسبانيا، وتوفي في 10 مارس 2003 بسانت بيري دي رايبيس في إسبانيا. حزبياً، نشط في حزب العمال للتوحيد الماركسي.